# ミッシング・ガン
『ミッシング・ガン』（原題：寻枪、英題：The Missing Gun）は2002年の中国・米国合作映画。姜文（チアン・ウェン）がプロデュース・主演した。監督は陸川（ルー・チュアン）。警察官の拳銃紛失から引きこる殺人事件を描いたサスペンス映画。

## あらすじ
貴州省の小さな町の警察署に勤める真面目な警察官のマー・シャンは、妹の結婚披露宴で泥酔。商売人のチュウに送ってもらいどうにか帰宅したものの、翌朝出勤しようとした際に、貸与された拳銃が自宅の戸棚の中からなくなっていることに気付いた。昨日は私服で出かけたため、途中で拳銃を落としたとは考えられない。妻や息子に心当たりはなく、マーは妹夫妻や中越戦争当時の戦友にも尋ね歩く。チュウの自宅も訪れるが彼は不在で、チュウと同棲するモンがマーに応対する。モンはかつて、マーが想いを寄せた相手であった。そのうちに銃の紛失が上司に発覚し、話が表ざたになることを恐れた上司はマーを休職処分とし、マーはたったひとりで銃の捜索を続けることになる。そしてマーの銃を使った殺人事件が発生する。犯人はチュウの自宅に侵入し、居合わせたモンを射殺したのであった。

## キャスト
- マー・シャン - 姜文（チアン・ウェン）
- モン（マーの初恋の相手） - 寧静（ニン・チン）
- シャオマン（マーの妻） - 伍宇娟（ウー・ユーチアン）
- チェン・ユン - 劉小寧（リウ・シャオニン）
- トン（マーの息子） - 王小凡（ワン・シャオフオン）
- チュウ（モンと同居する男） - 石涼（シー・リアン）
- ジアン - 藩勇（パン・ヨン）
- リウ - 魏暁平（ウェイ・シアオピン）

## 受賞
- 台湾優良シナリオ大賞（2001年）